# Svartvingad sparvduva
Svartvingad sparvduva (Metriopelia melanoptera) är en fågel i familjen duvor inom ordningen duvfåglar.

## Utseende
Svartvingad sparvduva är en rätt enfärgad medelstor duva. Diagnostiskt är en orange "tår" under ögat och vita skuldror som blixtrar till i flykten. Den är mindre än öronduvan, utan de svarta fläckarna på vingarna. 

## Utbredning och systematik
Svartvingad sparvduva delas in i två underarter:
- Metriopelia melanoptera saturatior – förekommer i Anderna i sydvästra Colombia och Ecuador
- Metriopelia melanoptera melanoptera – förekommer i Anderna från Peru till södra Argentina, södra Chile och Tierra del Fuego

## Levnadssätt
Svartvingad sparvduva är en rätt vanlig fågel i Anderna på öppna gräsrika och steniga sluttningar samt vid gölar, boskapsinhägnader och byar i jordbruksområden. Den ses ofta i par eller flockar, ibland tillsammans med andra fröätande fåglar. Fågeln födosöker på marken men kan ofta ses sitta synligt på klippblock. Vid uppflog hörs ett ljudlig skallrande visslande läte. 

## Status
Arten har ett stort utbredningsområde och beståndet anses stabilt. Internationella naturvårdsunionen IUCN listar den därför som livskraftig (LC).